# 楊尉廷
楊尉廷（Yang Wei-Ting，1994年9月22日—）是臺灣原住民阿美族，花蓮縣光復鄉馬太鞍部落出身，是一名臺灣田徑運動員，主攻110公尺跨欄。2017年全國大專校院運動會，在男子組110公尺跨欄以13.57秒的成績奪金，也打破全國紀錄。

## 外部連結
- 楊尉廷在的頁面